# Дамаскін (Цедрик)
Єпи́скоп Дамаскін (в миру Дмитро Дмитрович Це́дрик; нар. 29 жовтня 1877, село Маяки, Одеський повіт, Херсонська губернія, Російська імперія — пом. 15 вересня 1937, Карлаг) — єпископ Російської православної церкви в Україні, єпископ Конотопської єпархії, вікарій Чернігівської єпархії
Канонізований РПЦ у серпні 2000 року.

## Життєпис

### Освіта
Народився в сім'ї поштового службовця. У родині було семеро дітей.
1887 — поступив до Херсонського духовного училища, котре закінчив у 1893 «по першому розряду», потім був зачислений до першого класу Одеської духовної семінарії. У цей час на другому курсі семінарії навчався його брат Миколай.
Одеську семінарію Дмитро змушений був залишити через важкий матеріальний стан родини, який не дозволяв дати освіту відразу двом синам.
1895 — поступив до Херсонської вчительської семінарії. Навчання в учительських семінаріях, які були педагогічними училищами для підготовки викладачів початкових шкіл, було безкоштовним, а нужденні вихованці отримували стипендію з умовою, що після закінчення семінарії вони пропрацюють не менше 4-х років вчителями в одній із початкових шкіл..
Після закінчення семінарії працював вчителем у народній школі у місті Бериславі, Херсонська губернія.
1900 — поступає на дворічні місіонерські курси при Казанській духовній академії. Начальником курсів на той час був архімандрит Андрей Ухтомський, а головою педагогічної ради — ректор Казанської духовної академії єпископ Антоній (Храповицький).
У Казані, Дмитро подружився з професором Казанської академії Віктором Несмєловим, автором праць по філософській антропології, які відкрили новий напрямок у релігійній філософії та богослов'ї. Дмитро Цедрик приєдунється до філософського гуртка, організованого у Казані професором В.Несмєловим.
Під час навчання на місіонерських курсах Дмитро близько зійшовся з архієпископом Антонієм і під його впливом 9 червня 1902 прийняв чернечий постриг з іменем Дамаскін на честь преподобного Івана Дамаскіна.

### Священницьке служіння до революції
Після закінчення курсів, 10 червня 1902, ченець Дамаскін був рукопокладений у сан ієродиякона, а 30 червня — у сан ієромонаха
Направлений служити до Забайкальської духовної місії. 26 жовтня 1902 єпископ Забайкальский та Нерчинський Мефодій Герасимов призначив ієромонаха Дамаскіна завідувачем Читинського місіонерського училища.
26 жортня 1902 — 14 листопада 1903 — завідувач Читинського місіонерського училища.
15 листопада 1903 — призначений місіонером до Агинського та Іргенського стану Забайкалля, який населяли буряти і тунгуси.
1 січня 1904 — переміщений на тій же посаді до Курукано-Гаргінського місіонерського стану. Володіючи бурятською мовою, він займався перекладами богослужебних пісень бурятською, організовував із бурят, які стали християнами, церковний хор.
12 вересня 1905 зачислений слухачем на курси Східного інституту у Владивостокі.
Одночасно з листопада 1905 виконував обов'язки вчителя співів, а з вересня 1906 — законовчителя у Владивостоцькій чоловічій гімназії.
1 лютого 1907 причислений до Владивостоцького архірейського дому, виконував обов'язок настоятеля храма Східного інституту, служив у храмі на станції Седанка у пригороді станції Владивостока.
1 червня 1907 призначений на посаду благочинного Камчатського та Гіжигинського округів, але 2 серпня звільнений від цього призначення, залишений у Владивостоку.
Листопад 1908 — настоятель храму Владивостоцької чоловічої гімназії.
1909 — закінчив Східний інститут і поїхав у відпустку до Санкт-Петербургу, маючи намір поступити на четвертий курс східного факультету Санкт-Петербурзького університету.
27 вересня — 4 жовтня 1909 — брав участь у московському з'їзді російських людей..
31 травня 1910 — призначений місіонером у село Болхуни Чорноярського повіту Астраханської губернії.
20 жовтня 1911 — причислений до Донського архієрейського дому, вів місіонерську роботу серед калмиків.
З початком Першої світової війни з весни 1915 служив на Кавказькому фронті начальником лікарсько-харчового загону Червоного Хреста, а з 1916 також очолив загін боротьби із заразними захворюваннями.
1917 — санітар і військовий священик 10-го армійського запасного полку на Південно-Західному фронті. Нагороджений орденами святої Анни 3-го (1916) та 2-го (1917) ступенів.
7 — 14 червня 1917 — брав участь у з'їзді МДА вченого чернецтва.

### Служіння після революції
9 травня 1918 — демобілізований. У тому ж році був арештований в Орловській губернії разом з братом, приречений до розстрілу, страти запобіг, брата розстріляли.
У тому ж році переїхав до Києва, де став насельником Михайлівського Золотоверхого монастиря, також зачислений студентом до Київської духовної академії.
Після осіннього відступу 1919 із Києва військ генерала Антона Денікіна переїхав до Криму, у наступному році архієпископом Таврійським Антонієм Абашидже зведений у сан архімандрита і призначений настоятелем Балаклавського Георгієвського монастиря.
5 листопада 1922 — у Сімферополі притягнутий до суду разом із звільненим на спокій архієпископом Антонієм Абашидзе, управляючим Таврійською єпархією архієпископом Никодимом Коротковим, єпископом Севастопольським Сергієм Звєрєвим та іншими священнослужителями. Виправданий більшовицьким судом.
На початку 1923 знову заарештований, кілька місяців перебував у в'язниці разом з єпископом Ставропольським Євсевієм Рождественським, потім висланий за межі Криму.

### Єпископське служіння

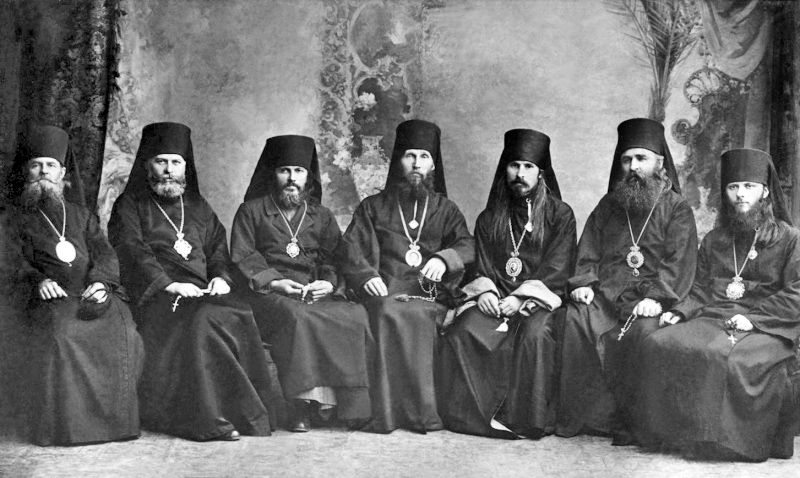
Зліва направо: єпископи Павло Кратіров, Костянтин (Дяков), Борис (Шипулін), Євгеній Зернов, Онуфрій (Гагалюк), Дамаскін Цедрик, Антоній Панкєєв. Харків 1924

14 вересня 1923 у Донському монастирі Москви відбулася хіротонія в єпископа Глухівського, вікарія Чернігівської єпархії, із дорученням тимчасово керувати Чернігівською єпархією.
У січні 1924 прибув до Глухова, де організував діяльність єпархіального управління та канцелярії, вікарних та благочинних правлінь. Здійснив поїздки по єпархії.
Перебував у в'язниці Глухіва, у 1924—1925 у засланні в Харкові.
У вересні 1925 висланий до Москви за межі України, жив у Даниловому монастирі.
25 серпня 1925, потаємно прибув до Полтави, разом з архієпископом Полтавським Григорієм здійснив хіротонію архімандрита Василя Зеленцова в єпископа Прилуцького, вікарія Полтавської єпархії.
30 листопада 1925 арештований у Москві у справі Патріаршого місцеблюстителя митрополита Петра Полянського, посаджений до Бутирської в'язниці.
21 травня 1926 приречений до трьох років у Сибіру, який відбував до 1928. Був у засланні у Красноярську. Служив у храмах міста, пізніше — у селі Полой Красноярського краю.
Не прийняв «Декларацію» митрополита Сергія Старгородського, де був заклик до повної лояльності більшовикам. Направив два послання митрополиту Сергію із рішучою критикою його діяльності.
У листопаді 1928 закінчився термін заслання, але єпископу Дамаскіну заборонялося повертатися до єпархії. Священники колишньої Чернігівської єпархії, які підтримували його, запросили до Стародубу, Брянської області., яка колись була в його єпархії, а до того часу приєднана до Брянської губернії. Дорогою із Сибіру захворів на запалення легень, через що затримався у Москві.
11 грудня довго спілкувався із Заступником Патріаршого місцеблюстителя митрополитом Сергієм. Він не погоджувався із тим новим курсом церковної політики, яку провів митрополит Сергій і Тимчасовий Патріарший Священний Синод при ньому.
У Стародубі Дамаскіна відвідує багато однодумців і церковних людей. Єпископа лякає можливість церковного розколу, він намагається протистояти йому, говорить, що «усе духовенство та церковники мають об'єднатися навколо нього [митрополита Сергія], щоб утримати його від вчинків, що паплюжать Церкву».
У квітні 1929 отримавши розпорядження заступника патріаршого місцеблюстителя митрополита Сергія про необхідність надання духовенством до органів влади свідчень про церковні общини, припинив згадування митрополита Сергія за богослужінням.
У травня 1929 Петроградський Митрополит Черафим Чічагов запросив єпископа Дамаскіна бути його помічником (вікарієм), але він відмовився.
Влітку 1929 за допомоги диякона Кирила Цокота, черниці Ірини Бурової та інших передав патріаршому місцеблюстителю митрополиту Петру Полянському, що відбував заслання у селищі Хе Тобольського округу, своє послання, а також копії переписки митрополита Кирила Смірнова з митрополитом Сергієм і листів інших архієреїв, що висловлювали своє критичне ставлення до «Декларації…». Хоча митрополит Петро не дав тоді письмової відповіді на питання про своє ставлення до подій, які відбувалися у Церкві, єпископ Дамаскін стверджував, що на словах місцеблюститель засудив дії свого Заступника: як писав потім Дамаскін, Митрополит Петро «говорив про стан і подальші виходи із нього майже моїми словами».
14 жовтня того року написав другого листа митрополиту Сергію, у якому повідомив, що розриває із ним літургійне спілкування.
27 листопада 1929 — арештований у Стародубі у справі «філіалу Істино-православної церкви». Засуджений до трьох років таборів, перебував в ув'язненні у Соловецькому таборі.
Був звільнений із табору, вернувся до Стародубу. Залишився вірний своїй негативній позиції у відношенні до митрополита Сергія. Вів активну роботу по об'єднанню кліриків, що не розуміли митрополита Сергія. Проводив потаємні богослужіння у Києві. Автор низки послань пастві і листів, що адресовані вірянам.
У кінці 1920-х — 1930-х написав і розіслав біля 150 послань, у яких протиставляв Церкві як адміністративній структурі, що потребувала державної легалізації, Церква як «богозасновний і таємний союз усіх віруючих у Христа». Часто писав про настання «останніх часів» для Церкви, коли зовнішній блиск храмів втратить своє значення і для зберігання неушкодженої святості та чистоти віри треба піти у «катакомби», у «пустелі».
Підтримував зв'язки із Данилівською церковною групою і іншими, що не поминали, але не приєднувався до жодного із цих рухів, що були в опозиції до митрополита Сергія.
У 1934 — знову арештований і приречений до трьох років заслання, яке відбував у Архангельську. Там 2 березня 1936 арештований. Приречений до п'яти років виправно-трудових таборів, відбував у Бурминському відділені Карагандинського ВТТ (Казахстан), працював бухгалтером.
13 серпня 1937 арештований у таборі за звинуваченням у «антисов'єцькій агітації і організації нелегальних збіговиськ». Приводом для арешту стало святкування Великодня. Винним себе не визнав.
Розстріляний 15 вересня 1937. Місце поховання невідоме.

## Канонізація
У 1981 рішенням Архієрейського Собору РПЦЗ канонізований у лику священномучеників із включенням до Собору новомучеників та сповідників російських (без встановлення окремого дня пам'яті).